# Garigliano (grano)
Il grano Garigliano (T. durum Desf. var. leucomelan (Alef.) Koern.) è un grano antico siciliano, coltivato nelle zone collinari di tutta l'isola, spesso è presente in miscela con altri grani.

## Storia
Il grano Garigliano venne creato da Nazareno Strampelli nel 1926 incrociando le varietà di grano Senatore Cappelli e Tripolino, rispettivamente un tipo mediterraneo e un tipo siriaco. L'obbiettivo, raggiunto, della selezione fatta era quello di ridurre la taglia al di sotto dei 120 cm migliorando la resistenza all’allettamento, di aumentare la precocità e quindi diminuire l’incidenza della stretta, per esempio anche far scendere il rapporto paglia/granella.
Su questa varietà sono state fatte ricerche e selezioni genetiche con tecniche di mutagenesi al Centro di ricerche nucleari Casaccia del CNEN, ora ENEA.

## Caratteristica
È una varietà di frumento che fa parte del gruppo dei tetraploidi (possiede 28 cromosomi).
Perrino dell'Istituto del Germoplasma - CNR, di Bari, nel 1983 lo descrive così:

«la spiga va da media (6 cm) a lunga (8 cm), il fusto è compatto.
L'arista ha base lunga nera e punta gialla, divaricata, leggermente ondulata, persistente e tagliente.
Il glume è due volte più lungo che largo, bianco con sfumature gialle e nere e striature nere, chiglia liscia e diritta, becco dritto, lungo 1 mm e con una striscia nera, spalla elevata e stretta o media.
La cariosside è lunga da 8 a 8,5 mm di lunghezza, rosso, traslucido, ellittico, triangolare trans-sezione del verso, gibbosa, solco stretto, di media profondità e con bordi arrotondati, tessitura vitrea, pennello corto, sottile e semi-esteso, scutello ovoidale e lungo.»
Il Garigliano è di 3-4 giorni più precoce del grano Cappelli, la spiga è alta 122 cm, ha una resistenza media all'allettamento e alla stretta; ha una qualità pastificatoria ritenuta mediocre. La spiga è aristata, ha una resa media di 15,5 q.li x ha, ha maturazione precoce ed un'epoca di semina ritardata.
È una varietà qualitativamente idonea per l’agricoltura biologica.